# إدفين لايني

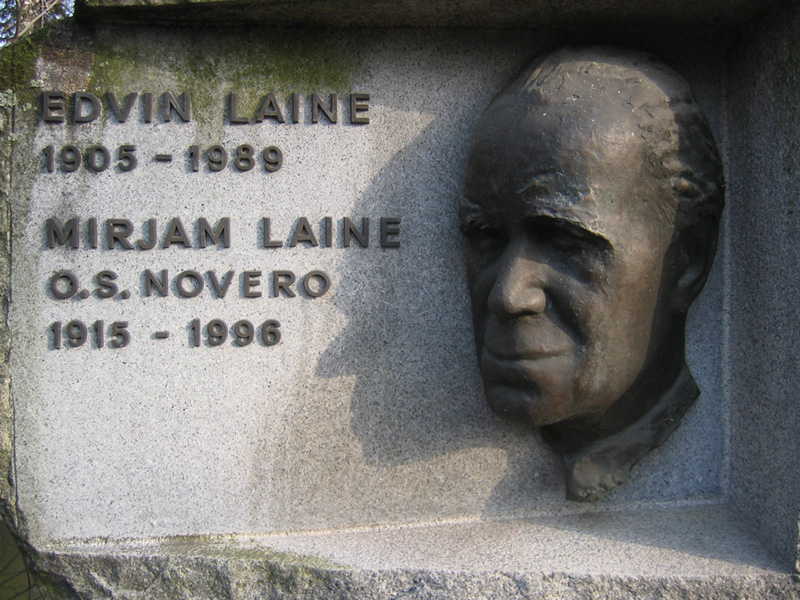
Edvin Laineen hautakivi Hietaniemen hautausmaalla

إدفين لايني (Edvin Laine؛ ليسالمي، 13 يوليو 1905 - هلسنكي، 18 نوفمبر 1989) مخرج سينمائي فنلندي.
أخرج لايني الفيلم الكوميدي "Aaltoska orkaniseeraa" في عام 1949.
أخرج الجندي المجهول ، وهو لين فيلم في عام 1955 المأخوذ عن رواية فاينو لينا ، كان إحساس كبير في فنلندا. لين موجهة أيضا فيلم آخر على أساس الكتاب فاينو لينا ، وتحت نجم الشمال (1968) ، الذي كان أيضا فيلم ناجح في فنلندا. بعد 30 سنة في العام 1985 ، أخرج راوني مولبيرغ إصداراً جديداً لفيلم الجندي المجهول. و كان مبنياً على فيلم لايني ، لكنه استخدم ممثلين غير معروفين وجرى تصوير الفيلم بالألوان.
دخل فيلم سفن توفا 1958 في مهرجان برلين السينمائي الدولي في دورته التاسعة.

## روابط خارجية
- إدفين لايني على موقع IMDb (الإنجليزية)
- إدفين لايني على موقع ألو سيني (الفرنسية)
- إدفين لايني على موقع أول موفي (الإنجليزية)
- إدفين لايني على موقع قاعدة بيانات الأفلام السويدية (السويدية)
- إدفين لايني على موقع قاعدة بيانات الفيلم (الإنجليزية)
- إدفين لايني على موقع كينوبويسك (الروسية)